# Literaturjahr 1902
Liste der Literaturjahre

1898 | 1901 | Literaturjahr 1902 | 1903 | 1904 | 1905 | 1906 | ►►

Weitere Ereignisse
Dieser Artikel behandelt das Literaturjahr 1902.

## Ereignisse
- 21. Februar: Maxim Gorki wird zum Ehrenmitglied der Petersburger Akademie der Wissenschaften gewählt, doch lehnt die oberste Behörde die Wahl ab.
- 23. Oktober: Max Brod trifft in der „Lese- und Redehalle der deutschen Studenten in Prag“ Franz Kafka, als dieser dort einen Vortrag über Arthur Schopenhauer hielt. Eine lebenslange Freundschaft beginnt.
- Rainer Maria Rilke beginnt mit dem Verfassen seiner Neuen Gedichte.

### Prosa

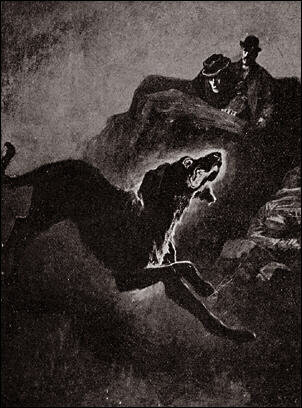
Sidney Pagets Illustration aus dem Strand Magazine vom April

- März: Der Detektivroman The Hound of the Baskervilles (Der Hund von Baskerville) von Arthur Conan Doyle erscheint als Buchausgabe in London, einen Monat bevor die letzte Folge des Fortsetzungsromans im The Strand Magazine herauskommt.
- 4. Mai: Im New York Herald erscheint erstmals die von Richard Felton Outcault geschaffene Comic-Figur Buster Brown.
- Juni: Bertrand Russell schreibt an Gottlob Frege, um ihn über das Problem zu informieren, das als Russell’s Paradox bekannt wird.
- 18./19. Oktober: Hugo von Hofmannsthals Prosawerk Brief des Lord Chandos erscheint in zwei Teilen in der Berliner Zeitung Der Tag.
- 1. Oktober bis 29. November: Das Neue Wiener Tagblatt veröffentlicht die Erzählung Vom Müller Hannes von Clara Viebig.
- 13. November: Die Erzählung Heart of Darkness von Joseph Conrad erscheint erstmals in Buchform.
- Von Emil Strauß erscheint der „Schülerroman“ Freund Hein. Eine Lebensgeschichte.

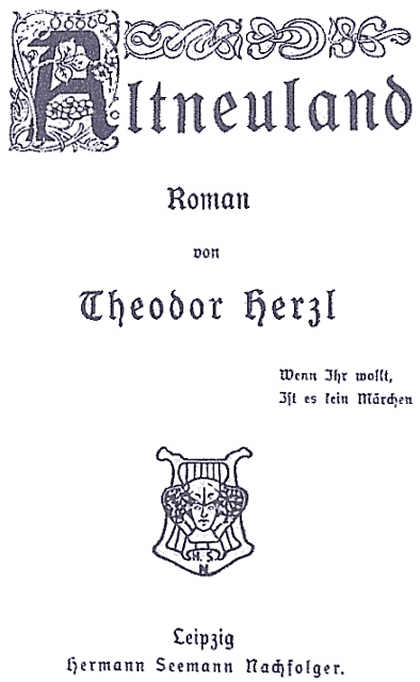
Theodor Herzl: Altneuland

- Der utopische Roman Altneuland von Theodor Herzl, der sich mit einer jüdischen Besiedlung Palästinas befasst, wird in Leipzig erstmals veröffentlicht. Noch im Erscheinungsjahr wurde Altneuland von Nachum Sokolow ins Hebräische übersetzt und erhält den poetischen Titel Tel Aviv.
- Der Roman Der Immoralist von André Gide erscheint in der Literaturzeitschrift Mercure de France in Paris. Der begüterte Michel beichtet drei alten Freunden drei Monate nach dem Tode seiner Gattin Marceline aus den drei letzten Jahren seiner Ehe und spricht dabei unter anderem über Prostitution und seine Homosexualität.
- Der dänische Autor Martin Andersen Nexø veröffentlicht seinen sozialkritischen Roman Dryss (Überfluss).
- Von Géza Gárdonyi erscheint der historische Roman Ich war den Hunnen untertan.
- Brave Seeleute, die erste deutsche Übersetzung von Rudyard Kiplings Captains Courageous, wird veröffentlicht.
- Die deutsche Erzählerin, Dramatikerin und Feuilletonistin Clara Viebig veröffentlicht den Roman Die Wacht am Rhein.

### Drama / Komödie
- 5. Januar: Im Berliner Belle-Alliance-Theater erlebt Georg Büchners 1835 entstandenes Drama Dantons Tod, das lange Zeit als unspielbar gegolten hat, seine Uraufführung.
- 2. August: Emil Rosenows Dialektkomödie Kater Lampe wird in einem Breslauer Theater uraufgeführt.
- 29. November: Das Drama Der Arme Heinrich von Gerhart Hauptmann wird im Hofburgtheater Wien uraufgeführt.
- Das Drama Kleinbürger von Maxim Gorki erscheint in der deutschen Übersetzung von Bruno Cassirer.
- Der Einakterzyklus Lebendige Stunden von Arthur Schnitzler erscheint bei S. Fischer in Buchform.

### Literaturpreise
- 4. Juni: Mark Twain bekommt einen Ehrendoktor für Literatur von der University of Missouri verliehen.
- 10. Dezember: Theodor Mommsen erhält den Nobelpreis für Literatur.

## Geboren

### Januar bis April
- 02. Januar: Safiye Erol, türkische Schriftstellerin und Übersetzerin († 1964)
- 07. Januar: Sumii Sue, japanische Schriftstellerin († 1997)
- 08. Januar: Kawakami Tetsutarō, japanischer Schriftsteller († 1980)
- 15. Januar: Nâzım Hikmet, türkischer Lyriker und Dramatiker († 1963)
- 18. Januar: Michael Freund, deutscher Politikwissenschaftler, Historiker und Buchautor († 1972)
- 19. Januar: Heinrich Schmidt-Barrien, deutscher Schriftsteller († 1996)
- 20. Januar: Fridolin Stier, deutscher Bibelübersetzer († 1981)
- 25. Januar: Johann von Leers, NS-Publizist im Dritten Reich († 1965)
- 25. Januar: Nakano Shigeharu, japanischer Schriftsteller († 1979)
- 26. Januar: Kurahara Korehito, japanischer Literaturkritiker († 1991)
- 27. Januar: Heinrich Lützeler, Professor der Philosophie, Kunstgeschichte und Literaturwissenschaft († 1988)
- 30. Januar: Alexander Graf Stenbock-Fermor, deutschbaltischer Autor und Widerstandskämpfer gegen den Nationalsozialismus († 1972)

- 01. Februar: Langston Hughes, US-amerikanischer Schriftsteller († 1967)
- 01. Februar: Erich Lüth, deutscher Publizist († 1989)
- 08. Februar: Illa Andreae, deutsche Schriftstellerin († 1992)
- 12. Februar: Heinz Kükelhaus, deutscher Reisejournalist, Romancier und Abenteurer († 1946)
- 14. Februar: Alexander Abusch, Journalist, Schriftsteller und Politiker in der DDR († 1982)
- 19. Februar: Kay Boyle, US-amerikanische Schriftstellerin und Journalistin († 1992)
- 19. Februar: Tsuruta Tomoya, japanischer Schriftsteller († 1988)
- 24. Februar: Richard Alewyn, deutscher Germanist und Literaturkritiker († 1979)
- 27. Februar: John Steinbeck, US-amerikanischer Schriftsteller und Nobelpreisträger († 1968)

- 12. März: Tüdel Weller, deutscher Journalist und Schriftsteller († 1970)
- 13. März: Hans Bellmer, deutscher Fotograf, Bildhauer, Maler und Autor († 1975)
- 14. März: Herbert Nette, deutscher Redakteur und Schriftsteller († 1994)
- 29. März: Marcel Aymé, französischer Erzähler und Dramatiker († 1967)
- 30. März: Peeter Sink, estnischer Pfarrer, Lyriker, Maler und Photograph († 1957)

- 01. April: Józef Mackiewicz, polnischer Schriftsteller († 1985)
- 02. April: Jan Tschichold, deutscher Kalligraf, Typograf, Schriftentwerfer, Plakatgestalter, Autor und Lehrer († 1974)
- 04. April: Stanley G. Weinbaum, US-amerikanischer Science-Fiction-Schriftsteller († 1935)
- 06. April: Werner Abel, deutscher Journalist († 1935)
- 06. April: Hisao Juran, japanischer Schriftsteller († 1957)
- 10. April: Ernst Balzli, Berner Mundartschriftsteller und Lehrer († 1959)
- 10. April: Ivo Perilli, italienischer Drehbuchautor und Regisseur († 1994)
- 11. April: Kobayashi Hideo, japanischer Literaturkritiker und Schriftsteller († 1983)
- 19. April: Weniamin Kawerin, russischer Schriftsteller, Jugendbuchautor († 1989)
- 23. April: Halldór Laxness, isländischer Schriftsteller und Nobelpreisträger († 1998)
- 29. April: Francis Stuart, irischer Schriftsteller († 2000)

### Mai bis August
- 02. Mai: Werner Finck, deutscher Schriftsteller, Schauspieler und Kabarettist († 1978)
- 20. Mai: Helmuth Domizlaff, deutscher Antiquar († 1983)
- 20. Mai: Hans Sahl, deutscher Literatur-, Film- und Theaterkritiker, antifaschistischer Schriftsteller, Übersetzer und Kulturkorrespondent, Vertreter der deutschen Exilliteratur († 1993)

- 19. Juni: Ernst Heimeran, deutscher Autor und Verleger († 1955)
- 27. Juni: Peter Hammerschlag, österreichischer Dichter, Schriftsteller, Kabarettist und Graphiker († 1942)
- 30. Juni: Adalbert Welte, österreichischer Schriftsteller († 1969)

- 03. Juli: Yoshino Hideo, japanischer Schriftsteller († 1967)
- 09. Juli: Gerhart Pohl, deutscher Schriftsteller und Lektor († 1966)
- 10. Juli: Nathan Asch, polnisch-US-amerikanischer Schriftsteller († 1964)
- 10. Juli: Nicolás Guillén, kubanischer Dichter und Schriftsteller († 1989)
- 10. Juli: Günther Weisenborn, deutscher Schriftsteller und Dramaturg († 1969)
- 25. Juli: Hans Helfritz, deutscher Komponist, Musikwissenschaftler und Schriftsteller († 1995)
- 27. Juli: Hans-Dietrich von Diepenbroick-Grueter, deutscher Antiquar und Sammler von Porträts († 1980)
- 28. Juli: Karl Popper, österreichisch-britischer Philosoph und Wissenschaftstheoretiker († 1994)
- 29. Juli: Ernst Glaeser, deutscher Schriftsteller († 1963)

- 10. August: Curt Siodmak, Drehbuchautor († 2000)
- 16. August: Georgette Heyer, englische Schriftstellerin († 1974)
- 17. August: Ángel José Battistessa, argentinischer Romanist und Übersetzer († 1993)
- 19. August: Ogden Nash, US-amerikanischer Lyriker († 1971)
- 30. August: Alois Carigiet, Schweizer Künstler, Maler und Kinderbuchautor († 1985)
- 30. August: Joseph Maria Bocheński, polnischer Philosoph und Logiker († 1995)
- 30. August: Arnold Walter, tschechisch-kanadischer Musikpädagoge und -schriftsteller († 1973)

### September bis Dezember
- 05. September: Hans G. Bentz, deutscher Schriftsteller († 1968)
- 10. September: Toivo Pekkanen, finnischer Schriftsteller († 1957)
- 12. September: Marya Zaturenska, US-amerikanische Schriftstellerin († 1982)
- 16. September: Mildred Harnack, US-amerikanisch-deutsche Literaturwissenschaftlerin († 1943)
- 17. September: Hugo Hartung, deutscher Schriftsteller († 1972)
- 21. September: Allen Lane, britischer Verleger († 1970)
- 25. September: Sergei Borodin, russischer Schriftsteller († 1974)
- 25. September: Ernst von Salomon, deutscher Schriftsteller († 1972)

- 12. Oktober: Pavel Reiman, tschechischer Schriftsteller und Literaturhistoriker († 1976)
- 29. Oktober: Kitazono Katsue, japanischer Lyriker († 1978)
- 31. Oktober: Carlos Drummond de Andrade, brasilianischer Lyriker († 1987)

- 01. November: Nordahl Grieg, norwegischer Schriftsteller, Lyriker, Dramatiker und Journalist († 1943)
- 21. November: Isaac Bashevis Singer, polnisch-US-amerikanischer jüdischer Schriftsteller und Literaturnobelpreisträger († 1991)
- 23. November: S. O. Wagner, deutscher Schauspieler, Autor, Hörspielsprecher, Hörspiel- und Theaterregisseur († 1975)
- 29. November: Carlo Levi, italienischer Schriftsteller, Maler und Politiker († 1975)

- 06. Dezember: Karl Reiche, deutscher Schriftsteller († 1959)
- 16. Dezember: Rafael Alberti, spanischer Dichter († 1999)
- 17. Dezember: Albert Drach, österreichischer Jurist und Schriftsteller († 1995)
- 28. Dezember: Mortimer Adler, US-amerikanischer Philosoph und Schriftsteller († 2001)
- 31. Dezember: Jan Čep, tschechischer Schriftsteller und Übersetzer († 1973)

## Gestorben
- 21. Januar: Ernst Wichert, deutscher Schriftsteller und Jurist (* 1831)
- 11. Februar: Emil Hartmeyer, deutscher Jurist und Verleger (* 1820)
- 20. Februar: Wilhelm Asmus, deutscher Schriftsteller (* 1837)
- 09. März: Hermann Allmers, deutscher Heimatdichter (* 1821)
- 10. März: Jenny Hirsch, deutsche Übersetzerin, Schriftstellerin, Redakteurin und Frauenrechtlerin (* 1829)

- 05. Mai: Bret Harte, US-amerikanischer Schriftsteller (* 1836)
- 08. Mai: Paul Leicester Ford, US-amerikanischer Schriftsteller, Historiker und Biograf (* 1865)
- 09. Mai: Julius Grosse, deutscher Schriftsteller (* 1828)
- 29. Mai: Olga Arendt, deutsche Schriftstellerin und Schauspielerin (* 1859)

- 10. Juni: Jacint Verdaguer, katalanischer Dichter (* 1845)
- 07. Juli: Agnes von Auer, deutsche Schriftstellerin (* 1822)
- 29. Juli: Joseph Kürschner, deutscher Schriftsteller und Lexikograph (* 1853)

- 09. August: Moritz Szeps, österreichischer Journalist und Zeitungsverleger (* 1835)
- 31. August: Mathilde Wesendonck, deutsche Schriftstellerin (* 1828)

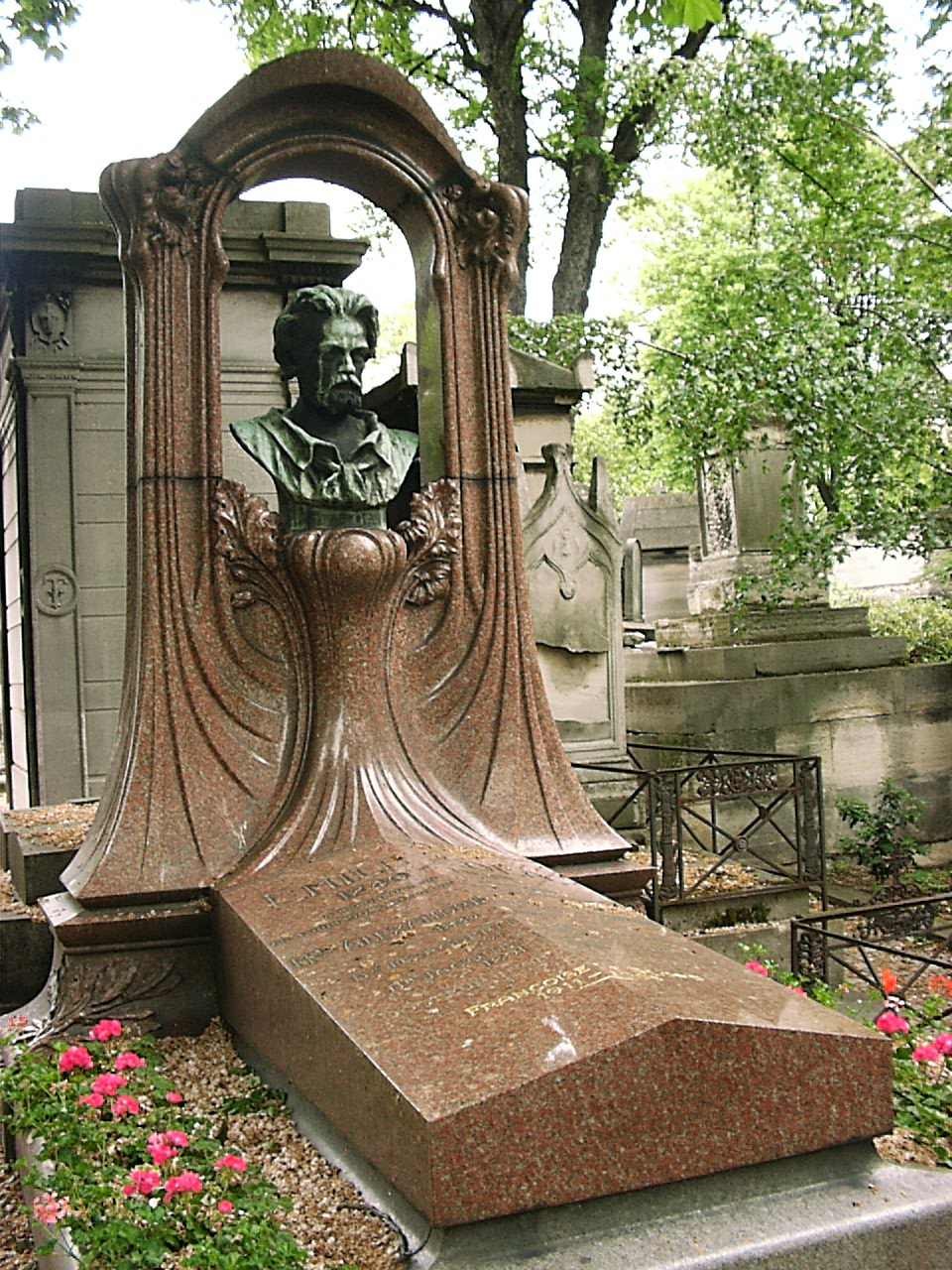
Philippe Solari: Grabmal von Émile Zola auf dem Friedhof Montmartre

- 29. September: Émile Zola, französischer Schriftsteller (* 1840)

- 04. Oktober: Peter Soemer, deutscher Theologe und Dichter (* 1832)
- 25. Oktober: Frank Norris, US-amerikanischer Schriftsteller (* 1870)

- 11. November: Wilhelm Lauser, deutscher Publizist und Historiker (* 1836)
- 24. Dezember: Takayama Chogyū, japanischer Schriftsteller (* 1871)